# 关于推进国有资本调整和国有企业重组的指导意见
关于推进国有资本调整和国有企业重组的指导意见是国务院国有资产监督管理委员会（以下简称“国资委”）2006年制定的文件，2006年12月5日由国务院办公厅转发。该文件加剧了中国经济“国进民退”的现象。

## 背景
1993年中共十四届三中全会通过的《中共中央关于建立社会主义市场经济体制若干问题的决定》提出，“生产某些特殊产品的公司和军工企业应由国家独资经营，支柱产业和基础产业中的骨干企业，国家要控股并吸收非国有资金入股，以扩大国有经济的主导作用和影响范围。”
1997年召开的中共十五大决定，国有经济要进行有进有退的调整，国有经济所需控制的仅为关系国民经济命脉的重要行业和关键领域。中共十五大报告提出：“对关系国民经济命脉的重要行业和关键领域，国有经济必须占支配地位。”
然而，当时对中共十五大的这一决定存在不同理解。经过讨论，1999年的中共十五届四中全会审议通过了《中共中央关于国有企业改革和发展若干重大问题的决定》，将关系国民经济命脉的重要行业和关键领域，规定为三个行业一个领域：三个行业是关系国家安全的行业、自然垄断行业、提供公共产品和公益产品的行业，一个领域是高新技术产业和重要行业的骨干企业。
2002年中共十六大报告称，“关系国民经济命脉和国家安全的大型国有企业、基础设施和重要自然资源等，由中央政府代表国家履行出资人职责。”2003年中共十六届三中全会称，“进一步推动国有资本更多地投向关系国家安全和国民经济命脉的重要行业和关键领域。”2005年中共十六届五中全会审议通过了《中共中央关于制定国民经济和社会发展第十一个五年规划的建议》。
2005年4月4日发布的《国务院关于2005年深化经济体制改革的意见》（国发〔2005〕9号）要求“加快国有经济布局和结构战略性调整步伐”（国资委、发展改革委牵头），“完善国有资产监督管理体系”（国资委、财政部牵头），“大力推进国有企业股份制改革”（国资委牵头），“深化垄断行业和公用事业改革”。
2003年，国资委组建。此后，国资委履行出资人职责的企业（以下简称中央企业）分布趋于合理，户数由2003年的196户减少到2006年的161户，其中137户已经确定主业范围。中央企业及其下属子企业公司制企业的户数比重自2002年的30％提高至2006的64％。但中央企业行业分布面过宽，截至2006年，在国民经济95个大类的行业中涉足86个行业；中央企业资源配置不合理，在同一行业或领域内业务重叠交叉；中央企业产权结构单一，截至2006年，90％以上的集团母公司是国有独资企业；缺乏具有较强国际竞争力的大公司或大企业集团；中央企业历史遗留问题多，负担重。

## 出台
为贯彻落实中共十六届三中全会、五中全会精神，根据《国务院关于2005年深化经济体制改革的意见》（国发〔2005〕9号），2006年国资委提出《关于推进国有资本调整和国有企业重组的指导意见》。2006年12月5日，国务院办公厅发出《国务院办公厅转发国资委关于推进国有资本调整和国有企业重组指导意见的通知》（国办发〔2006〕97号），转发了国资委的上述指导意见。
该指导意见提出的主要目标是：
进一步推进国有资本向关系国家安全和国民经济命脉的重要行业和关键领域（以下简称重要行业和关键领域）集中，加快形成一批拥有自主知识产权和知名品牌、国际竞争力较强的优势企业；加快国有大型企业股份制改革，完善公司法人治理结构，大力发展国有资本、集体资本和非公有资本等参股的混合所有制经济，实现投资主体多元化，使股份制成为公有制的主要实现形式；大多数国有中小企业放开搞活；到2008年，长期积累的一批资不抵债、扭亏无望的国有企业政策性关闭破产任务基本完成；到2010年，国资委履行出资人职责的企业（以下简称中央企业）调整和重组至80—100家。
2006年12月18日，国资委主任李荣融接受记者采访时表示，“到2010年，中央企业布局将更加合理、实力明显提高、控制力进一步增强，通过战略性重组，企业户数要调整至80户到100户，其中30户到50户将发展成为具有较强国际竞争力的大公司大企业集团。”他还表示：

中央企业根据业务范围大体分布在三个领域：关系国家安全和国民经济命脉的关键领域，基础性和支柱产业领域，其他行业和领域。
关系国家安全和国民经济命脉的关键领域主要包括军工、电网电力、石油石化、电信、煤炭、航空运输、航运等行业。这一领域目前有40多户中央企业，资产总额占全部中央企业的75％，国有资产占82％，利润占79％。
国有经济在这一领域要保持绝对控制力，国有资本总量增加、结构优化，其中重要骨干企业发展成为世界一流企业，由国有资本保持独资或绝对控股。
基础性和支柱产业领域包括装备制造、汽车、电子信息、建筑、钢铁、有色金属、化工、勘察设计、科技等行业。这一领域目前有70户左右中央企业，资产总额占全部中央企业的17％，国有资产占12％，利润占15％。
国有经济要对这一领域的重要骨干企业保持较强控制力，国有资本比重适度下降，国有经济影响力和带动力增强，行业内有较强影响力和带动力的重要骨干企业由国有资本绝对控股或有条件地相对控股，同时汽车、机械、电子行业的重要骨干企业要为成为世界一流企业打下坚实基础。
其他行业和领域主要包括商贸流通、投资、医药、建材、农业、地质勘察等行业。这一领域目前有50多户中央企业，资产总额占全部中央企业的8％，国有资产占6％，利润占6％。

国有经济要在这一领域保持必要影响力，表现为国有资本对一些影响较大的行业排头兵企业，以及具有特殊功能的医药、农业、地质勘察企业保持控股，其他中央企业在市场公平竞争中优胜劣汰，数量明显减少。

## 影响
2013年，经济学家吴敬琏在谈到该文件时表示：
到了2006年，国资委发布了一个文件，据他们说是国务院批准的文件，要求加强国有企业的控制，要在7个行业绝对控制，要在9个行业有较强的控制。这以后，国进民退就加剧了。这是违反党中央决议的，居然可以这样！